# Asher Roth
Asher Paul Roth, född 11 augusti 1985 i Morrisville, Bucks County, Pennsylvania, är en amerikansk rappare. Hans första professionella release var 13 juni 2008 när The Greenhouse Effect släpptes tillsammans med DJ Drama och Don Cannon gratis via Roths officiella webbplats. Roth medverkade på omslaget till XXL magazines årliga lista över de 10 mest intressanta nya rapparna. Roth släppte sitt debutalbum Asleep In The Bread Aisle den 20 april 2009.

## Uppväxt
Roth växte upp i förorten till Morrisville, PA, en liten stad nordöst om Philadelphia. Under sin uppväxt exponerades Roth inte för mycket hiphop, hans föräldrar föredrog "The Temptations, Earth, Wind & Fire… Bruce Springsteen och Dire Straits."  Enligt Roth:

Den första skivan jag någonsin köpte var Dave Matthews Bands 'Crash'...Jag blev intresserad av hiphop 1998 när jag hörde Hard Knock Life-samplet med Jay-Z....När jag skrev min "A Millie"-freestyle så var det jag som lyssnade på 10 år av hiphop och kunde inte relatera till det alls. Liksom, jag säljer inte kokain. Jag har inte bilar eller 25-tumsfälgar. Jag har inte vapen. Till slut kom jag till en punkt där jag fick självförtroendet att göra detta själv, och jag gjorde musik för mig själv. Och det visar sig att många känner likadant.

Under high school brukade Roth och hans vänner rimma och battla varandra för skojs skull, och kallade sin grupp för "the hip-hop workshop." I årskurs tio började Roth rappa som en hobby, han skrev och spelade in spår i en väns källare och sålde musiken på skolan. Efter att ha sålt 250 kopior på två dagar kände Roth att en karriär inom hiphop var en möjlighet. Efter att ha tagit examen började Roth på West Chester University och utbildade sig till Elementary Education major, medan han fortsatte att spela in verser med andras beats. Roth postade till slut några av sina verser på sin Myspace-sida och skickade en vänförfrågan till Scooter Braun, en Atlanta-baserad promoter. En vecka efter att han talat med Braun flög Roth till Atlanta och signades omedelbart av Braun, som sedan blev hans manager.